# Comuna Gradište, Vukovar-Srijem
Gradište este o comună în cantonul Vukovar-Srijem, Croația, având o populație de 2.773 de locuitori (2011).

## Demografie
Componența etnică a comunei Gradište
     Croați (98,74%)
     Necunoscut (0,14%)
     Neclasificat (0,94%)
Componența confesională a comunei Gradište
     Catolici (97,37%)
     Necunoscută (0,94%)
     Alte religii (1,69%)
Conform recensământului din 2011, comuna Gradište avea 2.773 de locuitori. Din punct de vedere etnic, majoritatea locuitorilor (98,74%) erau croați. Apartenența etnică nu este cunoscută în cazul a 0,14% din locuitori. Din punct de vedere confesional, majoritatea locuitorilor (97,37%) erau catolici. Pentru 0,94% din locuitori nu este cunoscută apartenența confesională.